# Eparquía de Olsztyn-Gdańsk
La eparquía de Olsztyn-Gdańsk (en latín: Eparchia Allensteniensis-Gedanensis Ucrainorum, en polaco: Eparchia olsztyńsko-gdańska y en ucraniano: Ольштинсько-Гданська єпархія) es una circunscripción eclesiástica de la Iglesia católica en Polonia. Se trata de una eparquía greco-católica ucraniana, sufragánea de la archieparquía de Przemyśl-Varsovia. Desde el 25 de noviembre de 2020 su eparca es Arkadiusz Trochanowski. 

## Territorio y organización

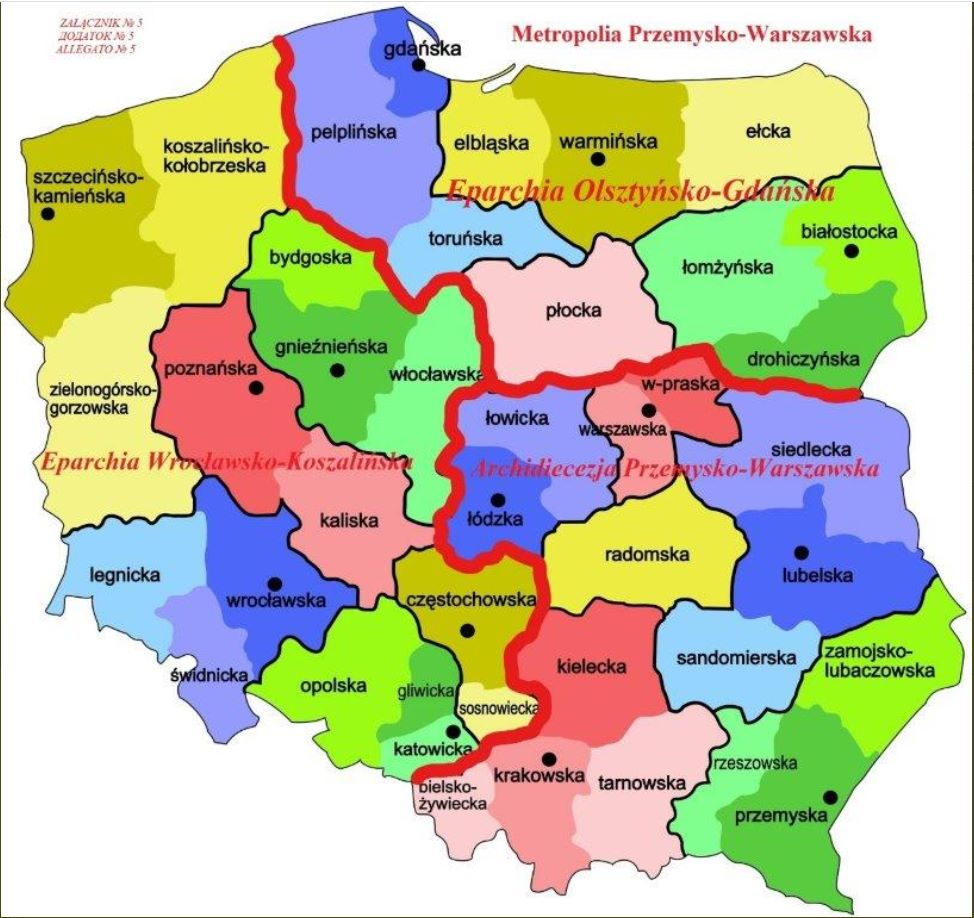
Mapa de las diócesis de Polonia

La eparquía tiene 90 075 km² y extiende su jurisdicción sobre los fieles católicos de rito bizantino greco-católico ucraniano residentes en Polonia oriental al este del río Vístula. El territorio se corresponde con el de las diócesis latinas de: Gdańsk, Pelplin, Elblag, Toruń, Płock, Warmia, Elk, Łomża, Białystok y Drohiczyn.

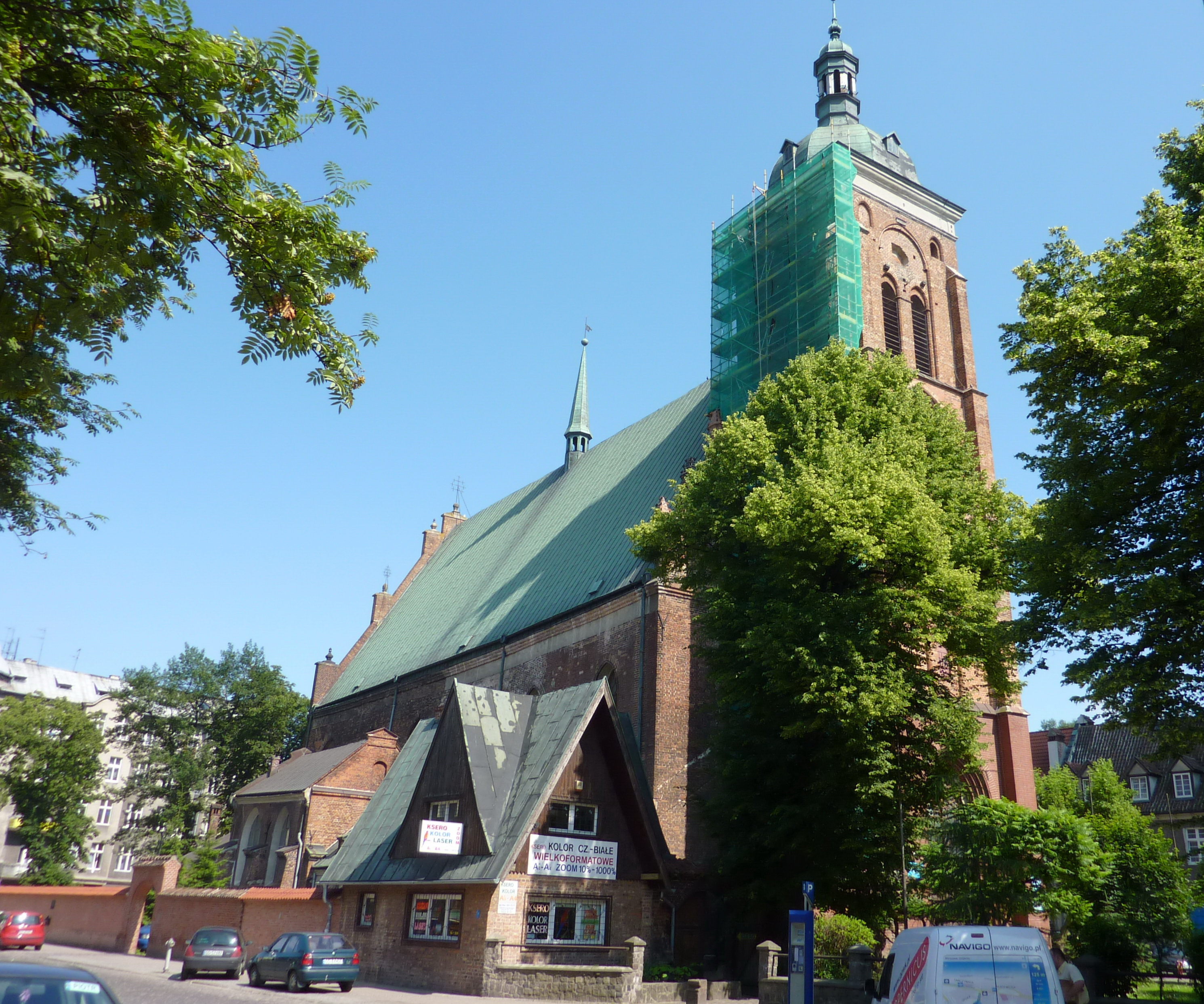
Concatedral de San Bartolomé y del Patrocinio de María Santísima, en Gdansk

La sede de la eparquía se encuentra en la ciudad de Olsztyn, en donde se halla la Catedral del Patrocinio de la Santísima Madre de Dios. En Gdańsk se encuentra la Concatedral de San Bartolomé y del Patrocinio de María Santísima.
En 2023 en la eparquía existían 42 parroquias agrupadas en 4 decanatos:
Recibió de la eparquía de Breslavia-Gdańsk todo el Dekanat słupski:
- - Barcino: Parafia Greckokatolicka św. Anny w Barcinie
  - Barkowo: Parafia Greckokatolicka Trójcy Świętej w Barkowie
  - Biały Bór: Parafia greckokatolicka pw. Narodzenia Najświętszej Maryi Panny w Białym Borze
  - Bielica: Parafia Greckokatolicka Przemienienia Pańskiego w Bielicy
  - Bobolice: Parafia Greckokatolicka Trójcy Świętej w Bobolicach
  - Bytów: Parafia Greckokatolicka św. Jerzego w Bytowie
  - Człuchów: Parafia Greckokatolicka Poczęcia św. Jana Chrzciciela w Człuchowie
  - Dębnica Kaszubska: Parafia Greckokatolicka św. Jana Chrzciciela w Dębnicy Kaszubskiej
  - Drzewiany: Parafia Greckokatolicka św. Teresy w Drzewianach
  - Gdansk: Parafia greckokatolicka pw. św. Bartłomieja i Opieki Najświętszej Maryi Panny w Gdańsku
  - Lębork: Parafia Greckokatolicka Zaśnięcia Najświętszej Maryi Panny w Lęborku
  - Miastko: Parafia greckokatolicka pw. św. Włodzimierza i Olgi w Miastku
  - Międzybórz: Parafia Greckokatolicka Podwyższenia Krzyża Pańskiego w Międzyborzu
  - Słupia: Parafia Greckokatolicka św. Michała Archanioła w Słupii
  - Słupsk: Parafia Greckokatolicka Narodzenia św. Jana Chrzciciela w Słupsku
  - Smołdzino: Parafia Greckokatolicka św. Mikołaja w Smołdzinie

## Historia
La eparquía fue erigida el 25 de noviembre de 2020 por el papa Francisco mediante la bula Misericordias Domini, separando territorio de la archieparquía de Przemyśl-Varsovia y de la eparquía de Breslavia-Gdańsk.
Hasta la toma de posesión del obispo Arkadiusz Trochanowski, la eparquía de Olsztyn-Gdańsk fue regida por el metropolitano Eugeniusz Mirosław Popowicz como administrador apostólico.
El 6 de febrero de 2023, la archieparquía de Przemyśl-Varsovia y sus sufragáneas, teniendo en cuenta la decisión previa de la Iglesia greco-católica ucraniana en Ucrania y la opinión expresada por los delegados del consejo diocesano conjunto en Porszewice en junio de 2022, decidió cambiar al calendario juliano revisado a partir del 1 de septiembre de 2023.

## Estadísticas
Según el Anuario Pontificio 2024 la eparquía tenía a fines de 2023 un total de 10 000 fieles bautizados.
| Año                                                                             | Población            | Población | Población      | Sacerdotes | Sacerdotes    | Sacerdotes    | Bautizados por sacerdote | Diáconos permanentes | Religiosos | Religiosos | Parroquias |
| Año                                                                             | Bautizados católicos | Total     | % de católicos | Total      | Clero secular | Clero regular | Bautizados por sacerdote | Diáconos permanentes | Varones    | Mujeres    | Parroquias |
| ------------------------------------------------------------------------------- | -------------------- | --------- | -------------- | ---------- | ------------- | ------------- | ------------------------ | -------------------- | ---------- | ---------- | ---------- |
| 2020                                                                            |                      | 5 991 158 |                | 26         | 22            | 4             |                          |                      | 4          |            | 43         |
| 2021                                                                            |                      |           |                | 32         | 27            | 5             |                          | 1                    | 7          | 4          | 43         |
| 2023                                                                            | 10 000               |           |                | 32         | 27            | 5             | 312                      | 2                    | 6          | 4          | 42         |
| Fuente: Catholic-Hierarchy, que a su vez toma los datos del Anuario Pontificio. |                      |           |                |            |               |               |                          |                      |            |            |            |

## Episcopologio

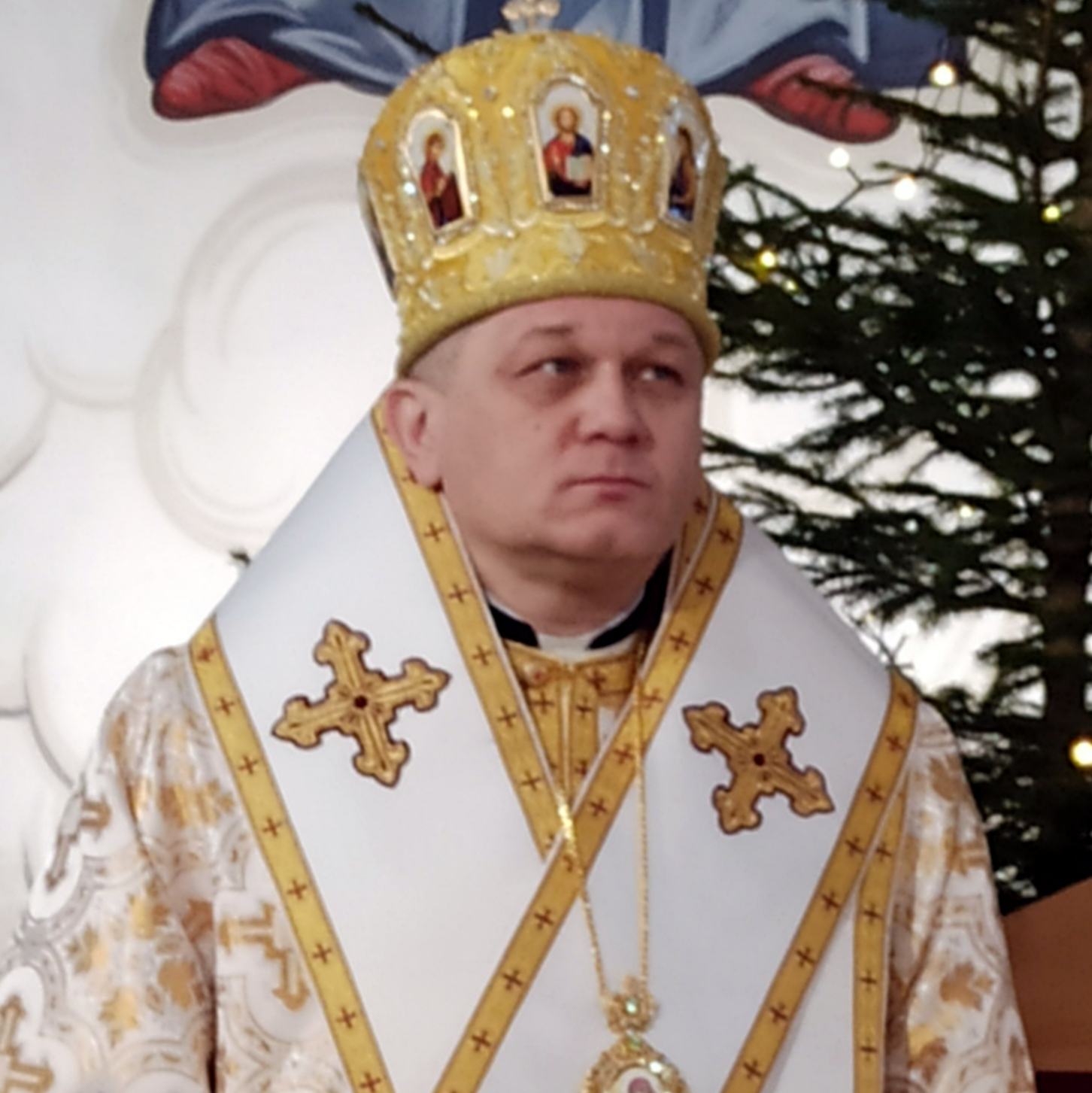
Arkadiusz Trochanowski, eparca de Olsztyn-Gdańsk desde 2020

- Eugeniusz Mirosław Popowicz (25 de noviembre de 2020-23 de enero de 2021 (administrador apostólico hasta la toma de posesión del nuevo eparca)

- Arkadiusz Trochanowski, desde el 25 de noviembre de 2020